# 犬わんグランプリ
犬わんグランプリは、gooの携帯電話向け情報提供サイト「モバイルgoo」において2009年から2012年まで提供していた携帯電話のオートGPSを使用した位置ゲーである。

## 概要
移動や世話によって犬を育てるといったもので、犬種は6種類で、トイ・プードル、ミニチュア・ダックスフンド、パグ、チワワ、コーギー、柴犬から犬種を選び、名前を付け育てていくというものだった。
2009年11月にサービス開始されたが、2012年8月31日に終了した。

## ゲーム内容
携帯電話の位置登録機能を使って算出された移動距離に応じて仮想通貨「バウ」を手に入れ、その「バウ」を使用し成長を促進したり、犬同士のレース時に使用する必勝カードを購入することができる。
登録地ではマーキングをして縄張りを広げたり、その地域の犬と「ドッグレース」の対戦をする事が出来る。
その他、ディスクドッグ、餌によるしつけ、ブラッシング、宝探しゲームがあり、この宝は全国の主要なランドマークや駅、観光スポット2万箇所に設置してあるという。
「犬わん大会」という大会が開催されており、各レースで1位になれば次のランクへ進むことが出来る。出場にはコインかバウが必要で、ランクが上がれば上がるほど必要なコインとバウも増えていく。
優勝すれば、一気に巨額のバウが手に入る。リスクはあるがリターンも大きい。
この時に飼い主が出来るのはカードのセットだけで、通常のレースとは違って犬に直接指示を出せず、自分の性格に合ったペースで走るという設定になっている。
大会は毎時開催しており、エントリーした後はドッグレースとディスクドッグが遊べなくなる。大会終了後に結果を確かめ、リザルト画面に戻れば遊べるようになる。
犬は一定期間を過ぎると引退し、次の犬に引き継ぎを行う。その場合、ブリーダーptが高いと能力の引き継ぎが大きくなりやすい。
友達申請を出すことができ、申請が通ればその相手とはいつでも対戦が出来るようになる。基本的に制限がないため、1回で何人に申請を出してもOK。通った場合は自分が飼っている犬の上側に「友達申請が承認されました」と出る。
また自分が出す一方ではなく、誰かから来ることもある。その場合は承認するか拒否するかを選び、メッセージを送り返せるようになっている。
どちらの場合でも、許可した時点で友達同士になる。犬種に関係なく申請できるので、たくさん作っておくと2世代目以降に便利な場合もある。
対応機種は、ドコモ FOMA 702、902 シリーズ以降の機種、au WIN シリーズ、SoftBank 3G シリーズ(一部機種除く)。サイトの利用は無料で、一部のアイテム販売で有料課金のものがある。